# Хундлун
Хундлун (кит. упр. 昆都仑, пиньинь Kūndūlún, монг. Хөндлөн) — район городского подчинения городского округа Баотоу автономного района Внутренняя Монголия (КНР). Название района происходит от протекающей по его территории реки Хундлун. Здесь расположены органы власти городского округа Баотоу.

## История
До образования КНР эти земли входили в состав уезда Баотоу (包头县) и хошуна Урад-Цяньци. В 1956 году на них был образован район Хундлун.

## Административное деление
Район Хундлун делится на 13 уличных комитетов и 2 посёлка.